# Ulak Bedil
Ulak Bedil is een bestuurslaag in het regentschap Ogan Ilir van de provincie Zuid-Sumatra, Indonesië. Ulak Bedil telt 616 inwoners (volkstelling 2010).